# Selenid kademnatý
Selenid kademnatý je anorganická sloučenina selenu a kadmia se vzorcem CdSe. Jedná se o tmavočervenou pevnou látku, která se v přírodě vyskytuje jako velmi vzácný nerost kadmoselit.
CdSe patří mezi polovodiče, je však materiálem, který svá použití teprve nachází. Propouští infračervené záření a používá se proto občas v oknech přístrojů pracujících s tímto zářením.
Novější výzkumy se zaměřují na využití selenidu kademnatého v nanotechnologiích. Vědci se nyní soustřeďují na vývoj řízené syntézy nanočástic CdSe. Kromě toho je snaha důkladně probádat vlastnosti této sloučeniny a najít další užitečné aplikace.

## Struktura
Jsou známy tři krystalické formy: wurtzitová (hexagonální), sfaleritová (krychlová) a halitová (krychlová). Sfaleritová struktura je nestabilní a již při mírném zahřívání přechází ve formu wurtzitovou. Konverze začíná okolo 130 °C, při 700 °C kompletně proběhne za jediný den. Halitová struktura vzniká pouze za vysokého tlaku.